# Jacobus Fruytier Scholengemeenschap
De Jacobus Fruytier Scholengemeenschap is een reformatorische scholengemeenschap in de Nederlandse stad Apeldoorn, met 2 dependances in Uddel en Rijssen. In totaal telt de scholengemeenschap ca. 2700 leerlingen.
In Apeldoorn zijn alle leerwegen en leerjaren beschikbaar, wat op de andere twee dependances (Rijssen en Uddel) niet zo is. 
De dependance in Rijssen telt zo'n 600 leerlingen, die in Uddel ongeveer 500. Bij de scholengemeenschap zijn ongeveer 300 personen werkzaam (236,5 fte).

## Identiteit
De school is genoemd naar Jacobus Fruytier (1659-1731) die veel heeft geschreven over opvoeding van kinderen.
De school zoekt haar identiteit in het evenwicht tussen vrijheid en verantwoordelijkheid. De grondslag van de school is de Bijbel en de Formulieren van enigheid. Niet iedere leerling wordt toegelaten; in de praktijk wordt het toelatingsbeleid beperkt tot leden van de Hersteld Hervormde Kerk; de (Oud) Gereformeerde Gemeenten (in Nederland); sommige Hervormde gemeenten en Christelijk gereformeerde kerken.

## Streekschool
Sommige leerlingen moeten een flink stuk fietsen om op school te komen. Leerlingen komen niet alleen uit Apeldoorn maar ook uit omliggende plaatsen zoals Uddel, Nunspeet, Elspeet, Putten, Ermelo, Twello, Beekbergen, Eerbeek, Epe, Ede, Harskamp, Wekerom, Vriezenveen,  Loenen, Klarenbeek, Rijssen, Heerde en Wapenveld.

## Tweetalig onderwijs
De school legt erg veel nadruk op de kwaliteit van het onderwijs. Met name taalonderwijs krijgt veel aandacht. Er wordt ook tweetalig onderwijs aangeboden; dit wordt zowel beargumenteerd vanuit tendensen in de seculiere maatschappij, maar ook vanuit de Kerk, die niet aan nationaliteit gebonden is.

## Cluster 4 en rebound
De school kent cluster 4-onderwijs wat gericht is op leerlingen met een gedragsstoornis of psychiatrische problemen. Om toegelaten te worden tot dit onderwijs is een toelatingsverklaring nodig. Cluster 4-onderwijs wordt op alle niveaus aangeboden.
Ook kent de school rebound, een unieke voorziening binnen de school waar een (onderwijs)programma wordt aangeboden dat gericht is op bewustwording van gedrag van leerlingen en waar nodig op het positief veranderen van werkhouding en gedrag. Daarbij wordt veel gebruik gemaakt van groepsopdrachten in combinatie met fysieke activiteiten.